# Transferência de peso
A transferência de peso ou mudança de peso é o movimento do dançarino de modo que seu peso seja movido total ou parcialmente de um ponto de apoio do corpo (normalmente é o pé de apoio) à outro ponto de apoio. A transferência auxilia na distribuição correta de peso do dançarino ajudando no trabalho de equilíbrio e dando um movimento eficiente, evitando desencontros.
Em geral, as pernas fazem as transferências de peso do corpo. Caminhar, por exemplo, envolve a transferência do peso do corpo de um pé para o outro, liberando o primeiro para que possa ser levantado e movido para a frente. Este processo é um movimento 'natural' em humanos e outros animais, mas é de fato um processo complexo de biomecânica.
Na transferência de peso total, o centro de gravidade fica projetado verticalmente em outra parte do corpo (por exemplo no pé) liberando o primeiro para que possa ser livremente levantado ou movido (levantar o pé do chão é um teste sugerido para os iniciantes para garantir que eles tenham completado o movimento de dança praticado e seu peso esteja no pé correto).
Na transferência de peso parcial, o centro de gravidade é deslocado para se projetar entre a antiga e a nova parte do corpo de suporte. Em alguns movimentos de dança, como a troca de bola, a força produzida pelo empurrão com o novo pé de apoio no momento da transferência parcial do peso permite levantar o pé de apoio anterior por um curto período de tempo, seguido da queda para trás sobre o primeiro pé de apoio sujeito à força da gravidade.

## Modos de transferência
Os modos de mudança de peso no corpo:
- Variação dos tônus dos dedos das mãos (com as costas, palmas, ou lados das mãos), enquanto tocam o chão, ou a parede, ou outro corpo;
- Transferências dos calcanhares aos artelhos, passando pelas bordas dos pés;
- Transferência de peso do corpo, enquanto sentado; ajoelhado, deitado;
- Pode “andar” como os braços ou cotovelos.

## Dança com parceiro
O controle das transferências de peso é uma parte importante da técnica de dança a dois. Em geral, os componentes importantes da ação do pé durante um passo de dança são: (1) o movimento do pé, (2) a colocação do pé e, (3) a transferência de peso. As transferências de peso do líder/condutor são dicas importantes para liderar e seguir .
1. 1 2 3 4  «Transferência de peso». Espaço Ballet Carmem. 22 de maio de 2017. Consultado em 16 de dezembro de 2022
2. ↑  «Dança para crianças». Wikidança. Consultado em 16 de dezembro de 2022
3. ↑  Rengel, Lenira; Oliveira, Eduardo; Gonçalves, Camila; Lucena, Aline; dos Santos, Jadiel (2017). Elementos do movimento na Dança (PDF). Col: Licenciatura em Dança. Salvador: Universidade Federal da Bahia